# Pontiac Phantom

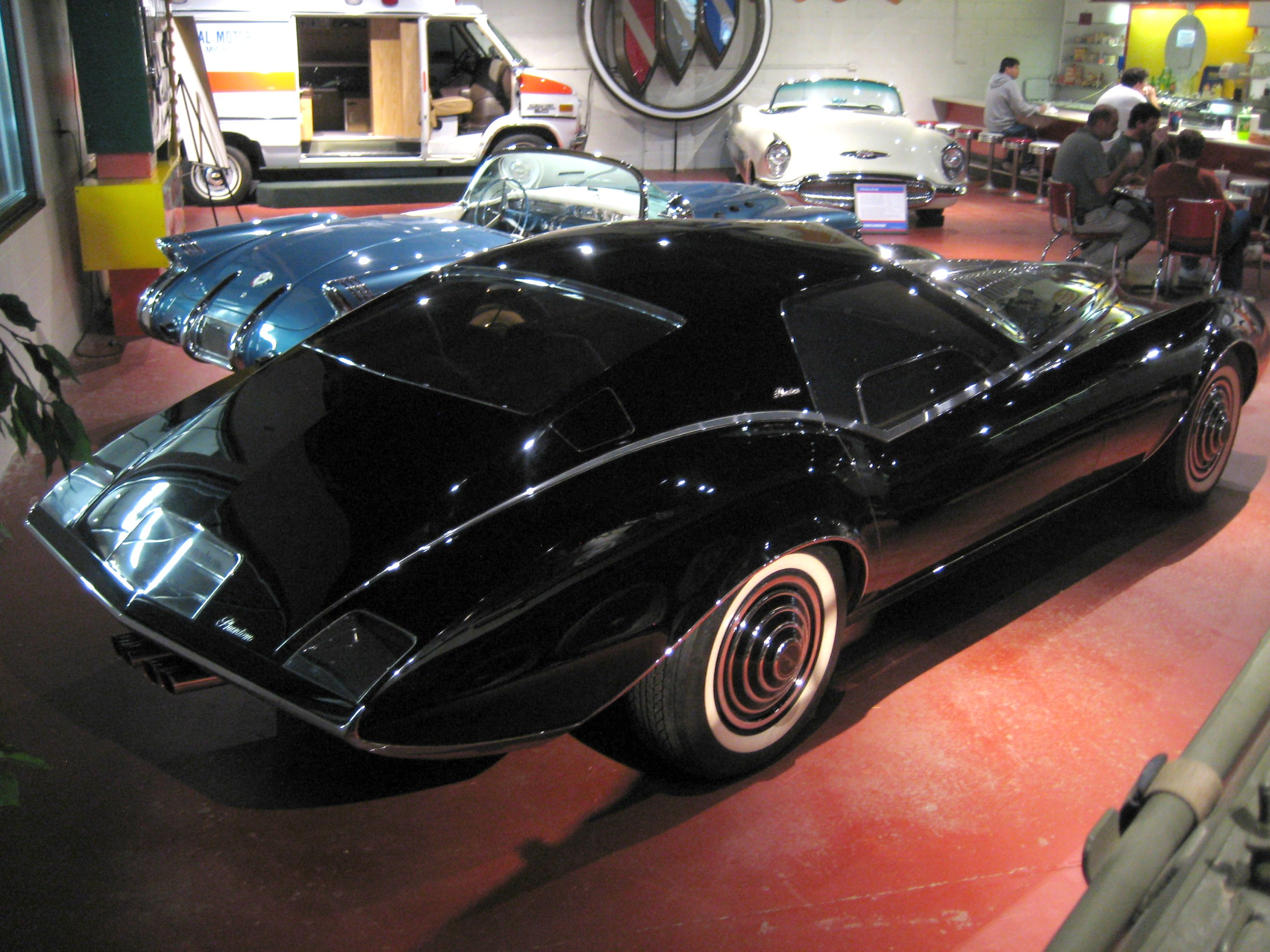
Vista trasera.

El Pontiac Phantom (también llamado General Motors Phantom y al que se le dio el nombre de código interno «Madame X») es un prototipo de automóvil creado por General Motors (GM) en 1977.
El Phantom fue diseñado por Bill Mitchell y Bill Davis en el «Studio X» de Mitchell. Mitchell era un diseñador consumado para GM que había diseñado el Cadillac Sixty Special de 1938, agregó aletas traseras a los Cadillacs de 1948 y diseñó los Chevrolet Corvettes de 1963 y 1968. El Phantom fue concebido por Mitchell como un regalo de jubilación para sí mismo y también fue el último proyecto de su Studio X, que había reabierto para diseñar el automóvil. Las líneas del Phantom evocan los Cadillacs de finales de la década de 1930 que Mitchell había diseñado anteriormente en su carrera.
El Phantom es un cupé fastback de dos asientos construido sobre el chasis de un Pontiac Grand Prix. Solo consta de una carcasa de fibra de vidrio y no tiene tren motriz, lo que lo hace inoperable.
El coche se consideró una «expresión personal» de Mitchell. Describió al Phantom como «el tipo de automóvil que me gustaría conducir». Mitchell explicó que «con la crisis energética y otras consideraciones, el coche glamoroso no duraría mucho. Quería dejar un recuerdo en General Motors del tipo de coches que amo». En palabras de Jerry Hirshberg, quien más tarde se convertiría en jefe de diseño de Nissan, Mitchell «estaba librando viejas batallas y retirándose cada vez más de un mundo que estaba siendo redefinido por el consumismo, el naderismo y una emergente conciencia del medio ambiente».
El proyecto Phantom fue apoyado inicialmente por Pontiac, aunque no mantuvo el apoyo durante todo el desarrollo. Mitchell envió el auto al campo de pruebas de General Motors en Milford, Míchigan con el objetivo de impresionar a la junta directiva de GM. Sin embargo, cuando el vicepresidente ejecutivo de planificación de productos y personal técnico, Howard Kehrl, vio el automóvil, ordenó que lo retiraran del campo de pruebas de inmediato.
Después de diseñar el Phantom, Mitchell se retiró en 1977, ocupando el puesto de director de la División de Estilismo de General Motors en ese momento. El automóvil se encuentra actualmente en la colección del Museo Sloan en Flint, Míchigan.